# Референдум о статусе Крыма (2014)

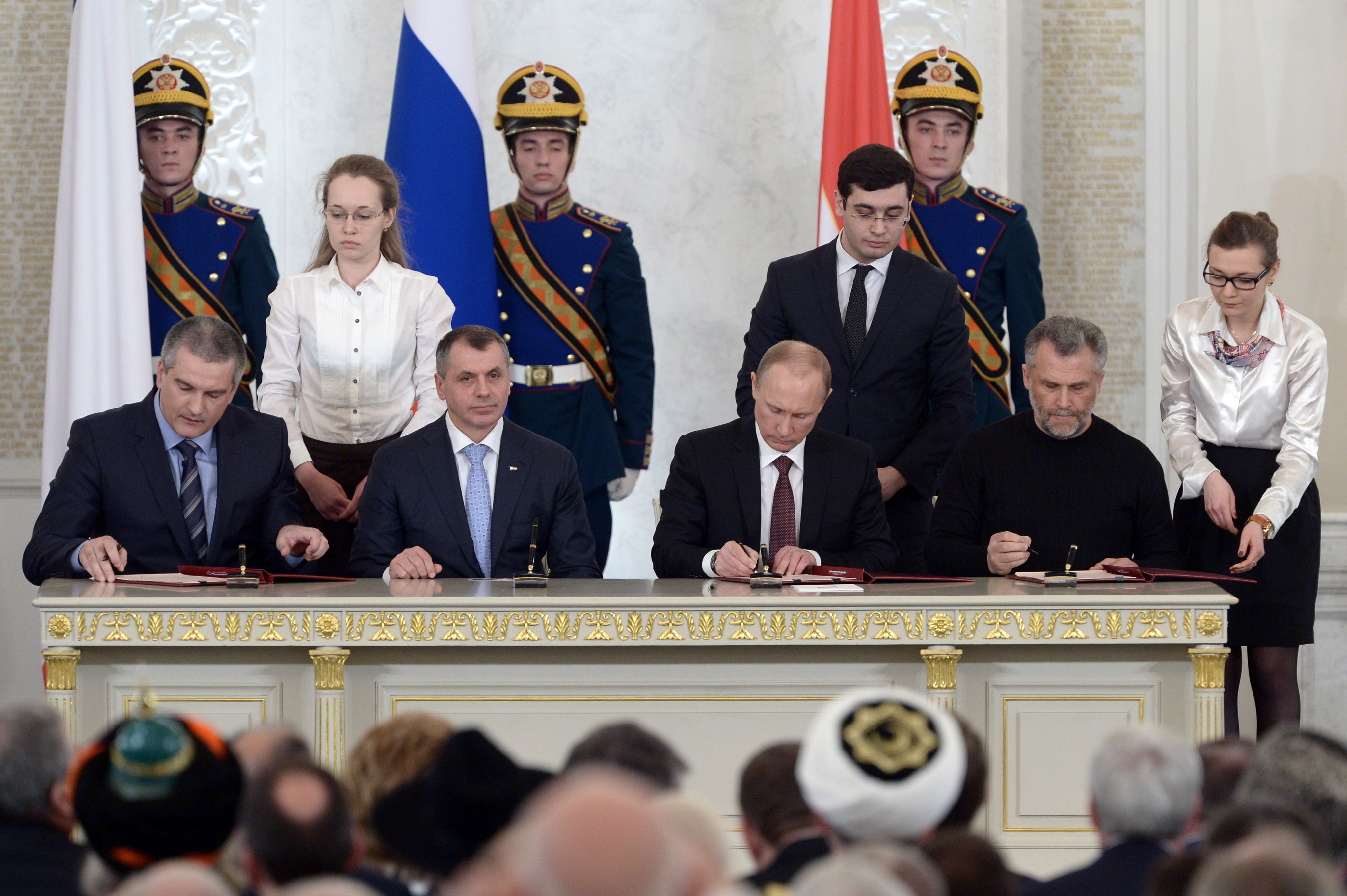
Подписание Договора о принятии Республики Крым в Российскую Федерацию. Москва, Кремль, 18 марта 2014 года

Референдум о статусе Крыма (укр. Референдум про статус Криму, крымскотат. Къырым статусы референдумы; официальное название — общекрымский референдум, укр. загальнокримський референдум, крымскотат. умумкъырым референдумы) — фальшивое и неконституционное всеобщее голосование по вопросу о будущем статусе и государственной принадлежности полуострова, проведённое 16 марта 2014 года на занятых российскими войсками при поддержке крымских отрядов самообороны территориях Украины — Автономной Республики Крым и города Севастополя, ставшее политическим инструментом аннексии этого региона Россией.
Согласно заключению ЕСПЧ, с 27 февраля 2014 года Россия с помощью своих военных взяла под фактический контроль Крым. Российские силы ССО захватили здания органов власти АР Крым, после чего в захваченном здании парламента была проведена сессия ВС, на которой украинские органы власти были заменены на контролируемых Россией акторов. 6 марта парламент Крыма принял решение о проведении референдума по присоединению к России. Перед участниками референдума был поставлен выбор между вхождением Крыма в состав России в качестве субъекта федерации или восстановлением Конституции Республики Крым 1992 года при сохранении Крыма в составе Украины; возможность отвергнуть оба этих варианта и сохранить статус-кво (Конституцию Автономной Республики Крым 1998 года) организаторами референдума не предусматривалась.
По независимым оценкам, за «воссоединение» высказались от 50 до 80 процентов проголосовавших. Голосование проходило в условиях серьёзного психологического давления со стороны российских военнослужащих и пророссийских бойцов разных нерегулярных военизированных групп, вопросы голосования были сформулированы некорректно и не предоставляли вариант остаться в Украине, а непредвзятость наблюдателей сомнительна; критики заявляли о фальсификации его результатов и утверждали, что как явка, так и пророссийский результат были существенно ниже объявленных. Крымский референдум противоречил базовым международным стандартам и международному праву.
Референдум был наскоро созван и использовался как предлог для оправдания аннексии украинского полуострова Россией. Большинство государств — членов ООН не признало крымский референдум, что нашло своё отражение в принятой 27 марта 2014 года резолюции Генеральной Ассамблеи ООН, в которой заявлялось, что референдум в Крыму не имеет законной силы и не может служить основанием для какого-либо изменения статуса полуострова.

## Назначение референдума

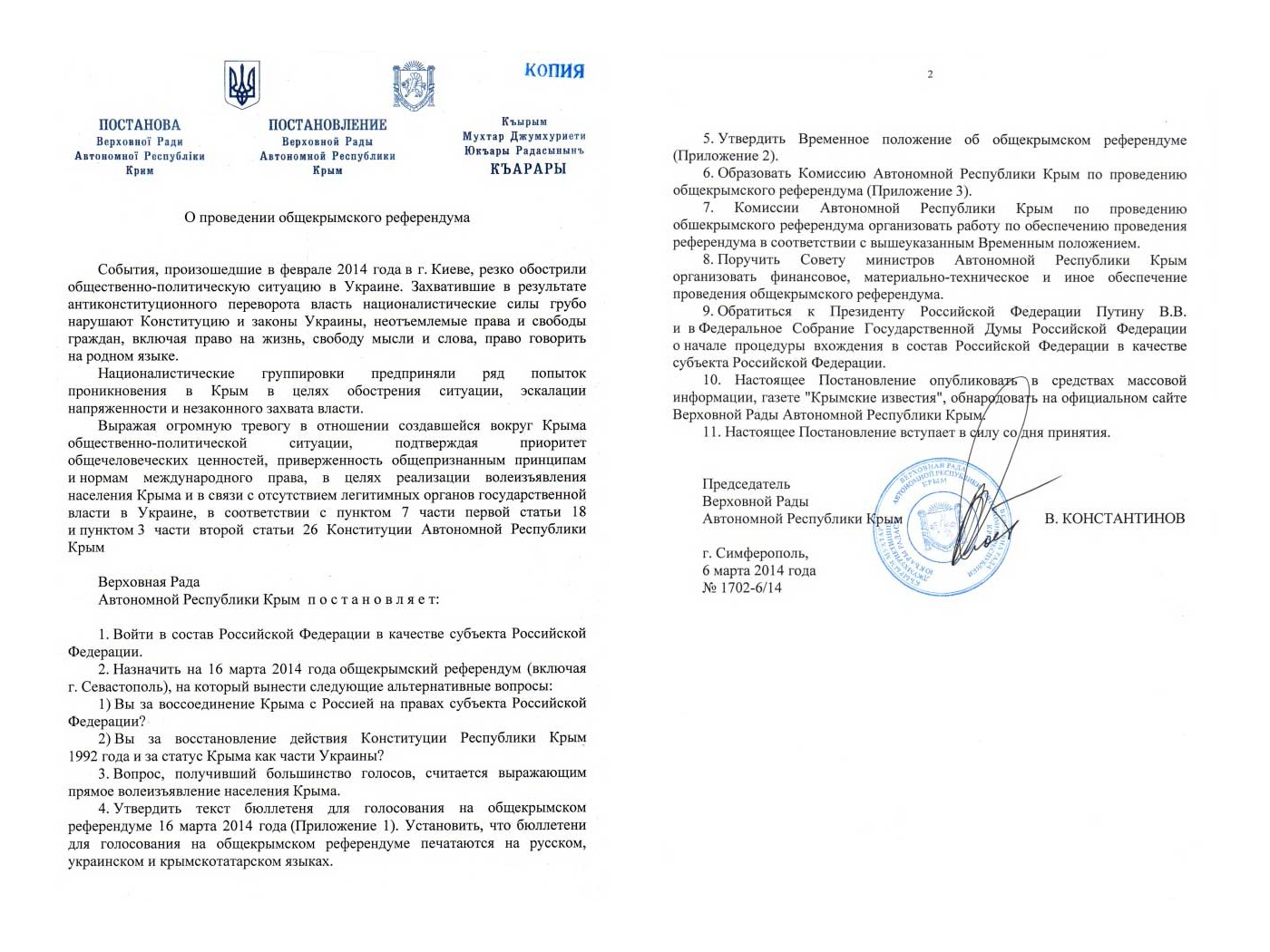
Постановление Верховного Совета Автономной Республики Крым № 1702-6/14 от 6 марта 2014 года «О проведении общекрымского референдума»

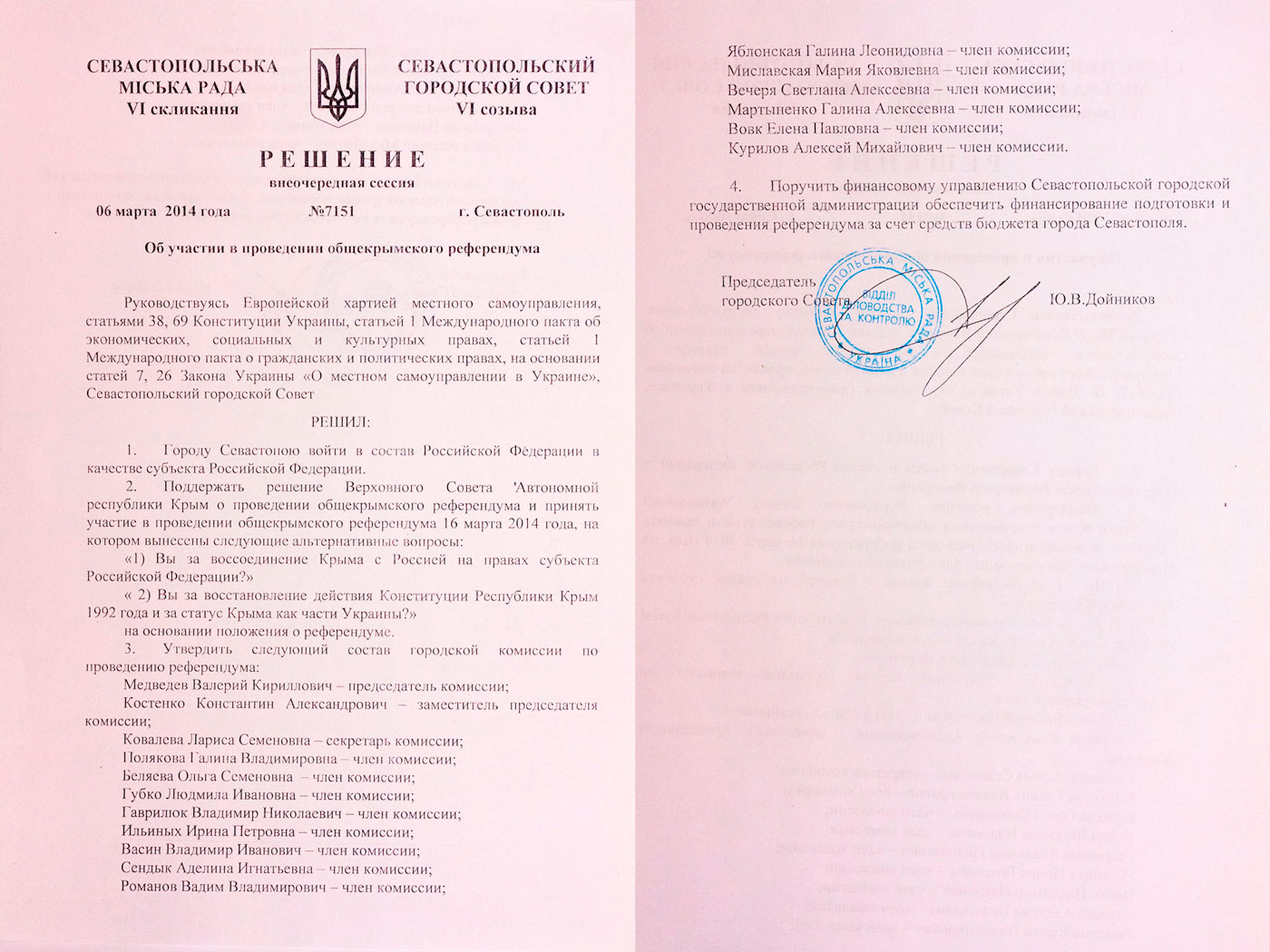
Решение Севастопольского городского совета № 7151 от 6 марта 2014 года «Об участии в проведении общекрымского референдума»

27 февраля, после захвата зданий Верховного Совета и Совета министров Автономной Республики Крым российскими военными без знаков различия, Верховный Совет Автономной Республики Крым проголосовал за проведение в Крыму 25 мая 2014 года — в день проведения президентских выборов на Украине — референдума «по вопросам усовершенствования статуса и полномочий» региона, предполагавший голосование по вопросу «государственной самостоятельности» АРК и договорного характера её вхождения в состав Украины. Депутаты захваченного крымского парламента не особо хотели принимать участие в происходящих событиях. По сообщениям гражданина РФ Игоря Гиркина, одного из командиров, участвовавших в крымских событиях, им приходилось «загонять» депутатов в зал для принятия решений. Присутствие спецназа РФ в парламенте фактически сделало голосование принужденным. Депутат крымского парламента Николай Сумулиди, значившийся как голосовавший за проведение референдума, заявил, что он не присутствовал на голосовании, а само голосование происходило в отсутствие кворума депутатов. Журналисты, беседовавшие с депутатами, которые не были на сессии, но оказались зарегистрированными и проголосовавшими, подтвердили, что достаточного для принятия решений количества депутатов (кворума) на сессии не было.
Вечером 1 марта депутаты городского совета Севастополя проголосовали за поддержку проведения в Крыму референдума о расширении статуса автономии и наделили соответствующими полномочиями координационный совет Севастополя по обороне и обеспечению жизнедеятельности города. В тот же день председатель Совета министров автономной республики Сергей Аксёнов сообщил о переносе даты проведения референдума на 30 марта 2014 года, поскольку «конфликт вышел за пределы разумного».
3 марта перенос даты референдума был поддержан президиумом парламента.
4 марта Сергей Аксёнов объявил, что референдум может быть проведён и раньше 30 марта. Однако несколько позже спикер крымского парламента Владимир Константинов заявил, что референдум пройдёт 30 марта, поскольку «все согласились, что проводить его раньше крайне рискованно из-за организационных проблем».
6 марта контролируемый Россией Верховный Совет АР Крым принял решение провести референдум на всей территории Крыма (включая город Севастополь), причём не 30 марта, а 16 марта, вынеся на обсуждение вопрос о будущем статусе Крыма, предполагающий теперь выбор между вхождением Крыма в состав России на правах субъекта Федерации и восстановлением Конституции Крыма 1992 года при сохранении полуострова в составе Украины. В тот же день постановление о проведении референдума вынес городской совет Севастополя. Позднее заместитель председателя Верховного Совета Крыма Григорий Иоффе заявил, что изменение формулировки вопроса (вынесение вопроса о вхождении Крыма в состав России) было вызвано реакцией украинских властей на решение о проведении референдума в Крыму, на который на тот момент не планировалось выносить вопрос о выходе автономии из состава Украины. Комиссию по проведению референдума в АР Крым возглавил Михаил Малышев, аналогичную комиссию в Севастополе — Валерий Медведев.
Крымские депутаты приняли решение обратиться к руководству России с предложением о начале процедуры вхождения Крыма в состав России в качестве субъекта Федерации, объясняя своё решение тем, что на Украине «в результате антиконституционного переворота захватили власть националистические силы», которые «грубо нарушают Конституцию и законы Украины, неотъемлемые права и свободы граждан, включая право на жизнь, свободу мысли и слова, право говорить на родном языке», при этом «экстремистские группировки предприняли ряд попыток проникновения в Крым в целях обострения ситуации, эскалации напряжённости и незаконного захвата власти».

## Подготовка и бюджет

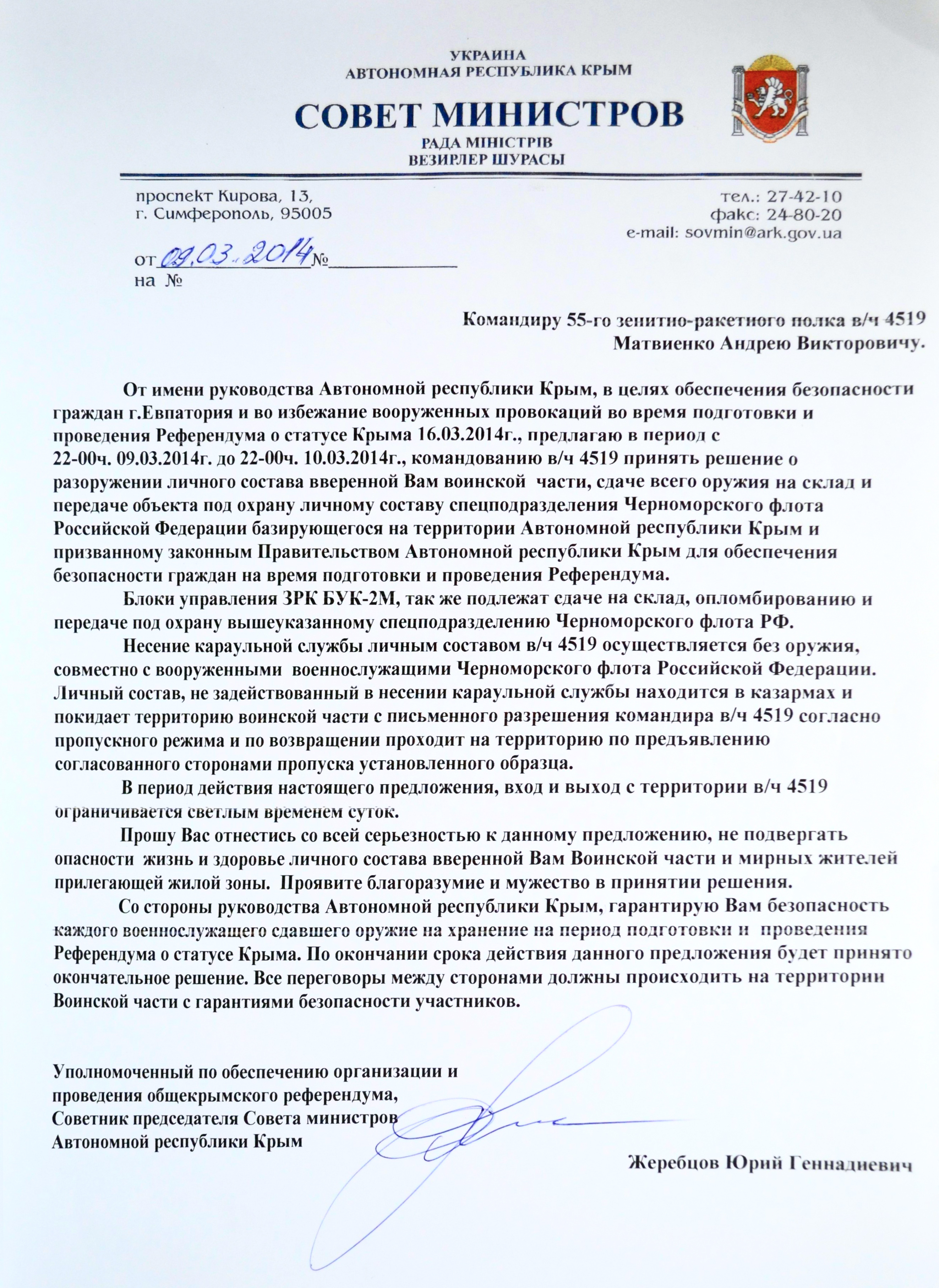
Предложение Совета министров АР Крым украинскому 55-му зенитно-ракетному полку в Евпатории передать всё оружие на склад под охрану ЧФ РФ на период подготовки к референдуму

Глава комиссии по проведению референдума Михаил Малышев сообщил 8 марта, что для проведения референдума будет открыто около 1200 участков и будет образовано 27 территориальных избирательных комиссий. Типография «Таврида» получила госзаказ на печать 2 млн бюллетеней.
11 марта лидер Меджлиса крымскотатарского народа Рефат Чубаров заявил, что для референдума было напечатано 2,2 миллиона бюллетеней, хотя на территории Крыма проживает 1,8 млн граждан. По словам же председателя комиссии по проведению референдума Михаила Малышева, было напечатано около 1,5 млн бюллетеней (в АРК зарегистрированы 1 534 815 избирателей).
11 марта 2014 года парламент Крыма и городской совет Севастополя приняли декларацию о намерении провозгласить независимость Крыма от Украины и войти в состав Российской Федерации. В декларации говорилось, что власти Крыма и Севастополя опирались на нормы Устава ООН и «целого ряда других международных документов», закрепляющих право народов на самоопределение, а также на решение Международного суда ООН по Косову от 22 июля 2010 года (согласно которому, односторонняя сецессия части государства не нарушает норм международного права). Согласно декларации, если на референдуме 16 марта 2014 года жители региона примут решение о вхождении Крыма в состав России, то Крым будет объявлен независимой республикой и в таком качестве обратится к России с предложением о принятии Крыма в состав Федерации в качестве её нового субъекта. Как пояснило крымское руководство, декларация нужна для проведения общекрымского референдума и легитимации аннексии Крыма Россией. Вхождение Крыма в состав России в качестве независимого государства снимало необходимость изменения действовавшего порядка присоединения новых субъектов Федерации, который, в ином случае, стал бы препятствием для присоединения территории полуострова к РФ.
В тот же день председатель Верховного совета Крыма Владимир Константинов сообщил, что референдум обойдётся в 16 млн гривен. 12 марта 2014 года первый заместитель председателя совета министров Крыма Рустам Темиргалиев сообщил, что на проведение референдума потребует 1,2 млн $ (11 миллионов гривен), которые поступят из бюджета АР Крым. На заседании комиссии по проведению референдума в городе Севастополе было определено, что для проведения референдума на территории города Севастополя необходим 1 млн 290 тысяч гривен.
Верховный совет АР Крым опубликовал порядок аккредитации СМИ для освещения референдума. В нём указывалось, что журналист аккредитованного СМИ обязан «объективно информировать аудиторию своего СМИ о ходе голосования, в своей профессиональной деятельности использовать документально подтверждённые факты, соблюдать общепризнанные нормы журналистской этики, а также не распространять материалы негативного характера».
13 марта в Крыму и Севастополе началась работа участковых комиссий.

## Вопросы референдума
Первоначально, в соответствии с постановлением Верховного Совета Крыма от 27 февраля 2014 года, на референдум был вынесен вопрос: «Автономная Республика Крым обладает государственной самостоятельностью и входит в состав Украины на основе договоров и соглашений?» (за или против). Эта формулировка соотносилась с конституцией Крыма от 1992 года (впоследствии отменённой), однако в той же конституции также определялось осуществление республикой «суверенных прав» и всей полноты власти на её территории и её право на самостоятельные отношения с другими государствами и даже международными организациями: формально сохраняя Крым «украинским», такой вариант на практике подразумевал (в случае реализации) его политическую независимость от центра.

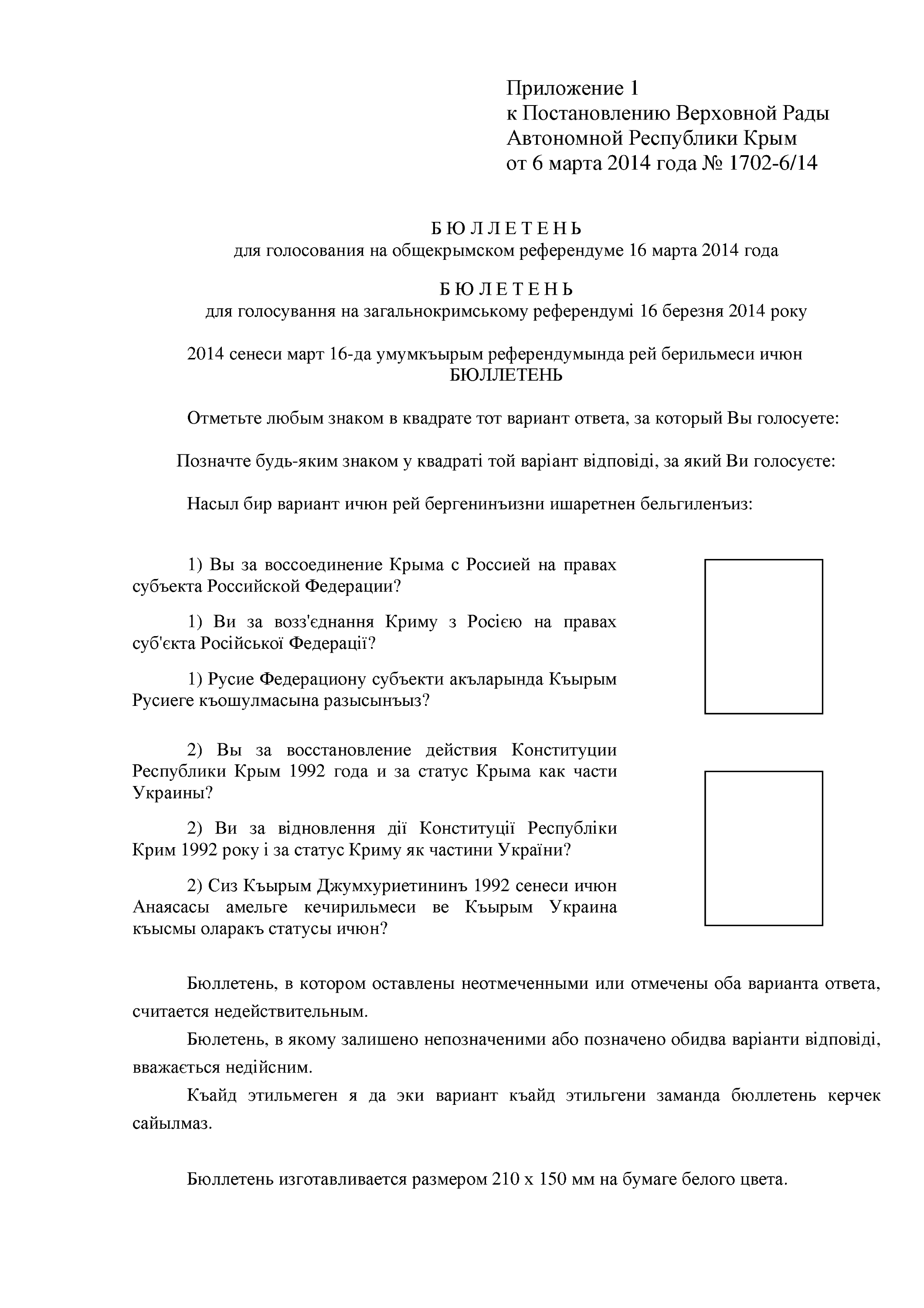
Образец бюллетеня

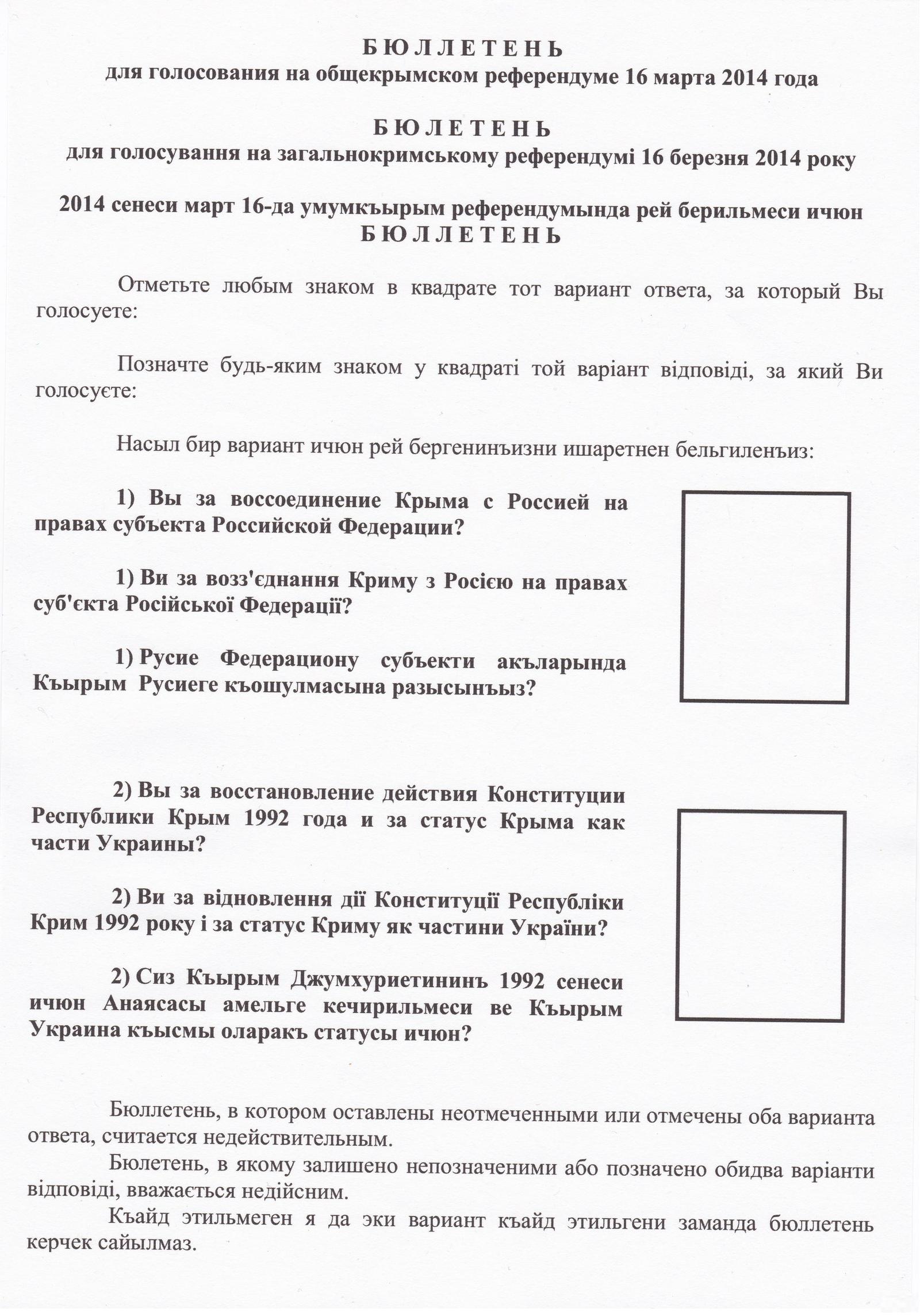
Бюллетень для голосования на референдуме

6 марта 2014 года, одновременно с переносом даты референдума, был утверждён и обновлённый перечень его вопросов. Теперь участникам референдума предлагалось выбрать один из двух вариантов:
- «Вы за воссоединение Крыма с Россией на правах субъекта Российской Федерации?»
- «Вы за восстановление действия Конституции Республики Крым 1992 года и за статус Крыма как части Украины?»

Возможности выбрать сохранение текущей ситуации и остаться в Украине референдум не предусматривал. Хотя второй вопрос и мог быть понят, как выбор против отделения от Украины, Конституция 1992 года давала Крымскому парламенту полномочные «суверенные» права, а действующий парламент 11 марта уже провозгласил независимость и объявил о желании войти в состав России. Таким образом, оба ответа практически означали одно и то же.
Одно из требований свободы голосования — вопрос на референдуме должен быть ясным и не вводить в заблуждение. Кодекс добросовестной практики при проведении референдумов предусматривает, что формулировка должна допускать простой ответ «да» или «нет», тогда как крымский референдум проигнорировал это требование, поскольку он не задавал вопрос в этом формате, а предлагал два отдельных варианта, из которых голосующим было предложено выбрать один. При этом утверждённый перечень вопросов не предусматривал возможности сохранения прежнего статуса Крыма, предусмотренного Конституцией АРК 1998 года, давая голосующим лишь выбор между двумя вариантами изменения статуса.
По данным телефонного опроса, проведённого GfK Ukraine в период с 12 по 14 марта 2014 года, 67 % опрошенных жителей Крыма были удовлетворены наличием в бюллетене лишь двух альтернатив.

## Формат проведения
Порядок проведения референдума был установлен временными положениями о референдуме, принятыми Верховным Советом Крыма и Севастопольским городским советом 6 и 7 марта соответственно. В положениях записано, что подсчёт голосов участников референдума осуществляется открыто и прозрачно. Граждане имеют право осуществлять наблюдение за голосованием на референдуме и подведением его итогов. Также говорится, что комиссия АР Крым по проведения референдума «регистрирует официальных наблюдателей от иностранных государств, международных организаций, республиканских организаций, объединений граждан, общественных организаций», аналогичное право предоставлялось Севастопольской городской комиссии по референдуму.
Правом голоса на референдуме были наделены только граждане Украины, достигшие на день голосования возраста 18 лет и зарегистрированные в соответствующей административно-территориальной единице, что не давало возможности гражданам России, проживавшим на территории Крыма, принять участие в референдуме. По данным комиссий референдума, в АРК в списки избирателей было включено 1 533 135 человек, в Севастополе — 306 258 человек.
Бюллетени для проведения референдума 16 марта содержали варианты ответа на трёх языках: русском, украинском и крымскотатарском. Бюллетень, в котором были оставлены неотмеченными или были отмечены оба варианта ответа, считался недействительным. Решение на референдуме принималось простым большинством голосов.

## Предвыборная агитация

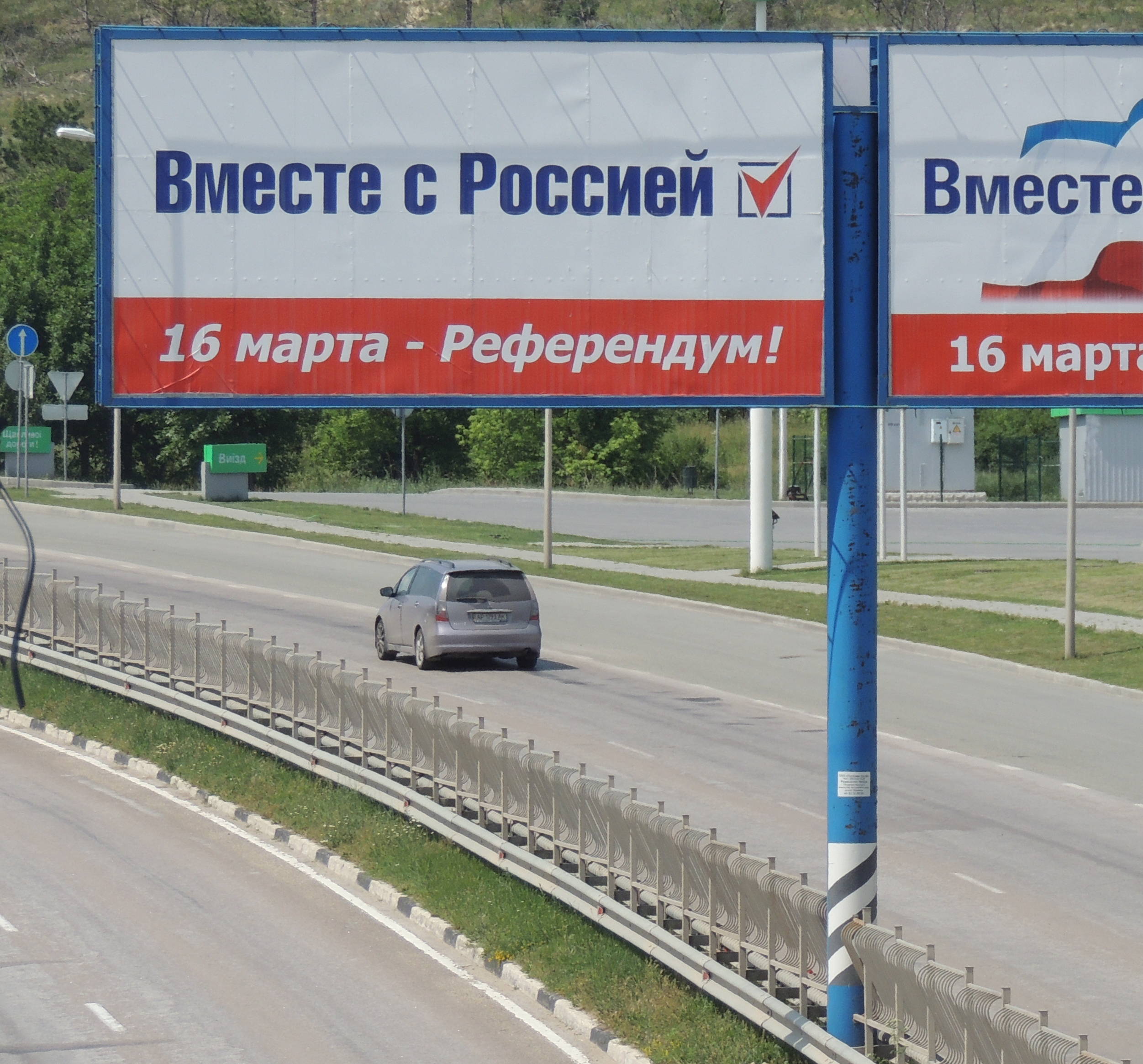
Агитационный щит общекрымского референдума в Симферополе

Во время общекрымского референдума имела место односторонняя («почти исключительно пророссийская») агитация: в Крыму было установлено большое количество билбордов, на которых полуострову в цветах флага России противопоставлялся кроваво-красный Крым за чёрной решёткой и с чёрной свастикой в центре, причём, по заявлению председателя избирательной кампании курултая крымскотатарского народа, эти билборды продолжали висеть даже в «день тишины». Кроме того, сообщалось о случаях насилия над проукраинскими активистами. Крымские власти активно призывали население голосовать за присоединение к России, утверждая, что дальнейшее пребывание Крыма в составе Украины «грозит крымчанам самым буквальным физическим уничтожением» и заверяя, что Россия будет содействовать в «адаптации в родном для нас государстве» в случае принятия решения о присоединении к РФ.
На территории Крыма была прервана трансляция всех телевизионных каналов Украины (а также части кабельных каналов), вместо них транслировались российские телеканалы.

## Реакция Украины
На момент аннексии Крыма в украинском законодательстве отсутствовали нормативные правовые акты, касающиеся проведения референдумов о статусе части территории Украины, а также о проведении местных референдумов в принципе. Согласно Конституции Украины, вопросы изменения территории страны решаются исключительно на всеукраинском референдуме (статья 73), а учитывая унитарное государственное устройство, все вопросы по организации и процедуре выборов и референдумов определяются только законами Украины.
Украинские юристы отмечали, что даже если предположить, что Конституция Украины позволяла бы проведение плебисцита по территориальным вопросам на основании права народов на самоопределение, факт присутствия на территории Автономной Республики Крым иностранных войск лишает такое голосование свободы волеизъявления (то есть референдумы в Крыму не является легитимными и не имеют и не могут иметь юридических последствий).

Украинские власти предприняли попытки организационного (блокирование реестра избирателей, казначейских счетов) и политико-правового (роспуск Верховного Совета АРК) противодействия проведению референдума, кроме того украинские СМИ сообщили о двух попытках руководителей местных органов Крыма выступить против решений парламента и правительства Крыма — однако противодействие оказалось безуспешным.

## Наблюдатели
Российские власти ограничили доступ журналистов к освещению референдума, разрешив присутствовать только своим правым сторонникам из Сербии и некоторых европейских стран.
10 марта Верховный Совет Автономной Республики Крым предложил ОБСЕ направить своих наблюдателей на референдум, однако ОБСЕ ответила отказом в связи с отсутствием приглашения от официальных властей Украины.
В интервью изданию «The Kiev Times» 15 марта украинский политолог Олег Соскин высказался против присутствия наблюдателей от материковой Украины и международных организаций на «инсценированном оккупантами» референдуме, так как оно легитимизирует референдум.
15 марта глава комиссии по проведению референдума в АР Крым Михаил Малышев сообщил, что следить за ходом голосования будут 135 иностранных наблюдателей и 1240 представителей местных организаций.
Специалистами и СМИ объективность наблюдателей ставится под сомнение. В связи с тем, что официальные власти европейских государств отказались направить своих наблюдателей в Крым, крымским властям пришлось воспользоваться услугами политических деятелей одновременно из крайне правой и крайне левой оппозиции, не являющихся официальными представителями Европейского союза или своих государств в Крыму, но сотрудничающих с партией «Единая Россия» и поддерживающих политику президента РФ Путина — Люк Мишель (Национал-европейская коммунитаристская партия), Ян Пенрис, Кристиан Веругшрете и Франк Крейелман (Фламандский интерес) из Бельгии; Кирилл Колев и Павел Чернев (партия Атака) из Болгарии; Бела Ковач и Мартон Дьёндьёши (Йоббик) из Венгрии; Йоханнес Хюбнер, Йохан Гуденус и Эвальд Штадлер (Партия свободы) из Австрии; Энрике Равелло (Платформа для Каталонии) из Испании; Ненад Попович (Демократическая партия), Зоран Радойчич и Миленко Баборац (Движение «Двери српске») из Сербии; Матеуш Пискорский (Самооборона) из Польши; Фабрицио Бертот (Вперёд, Италия) и Валерио Чинетти (Трёхцветное пламя) из Италии; Эмерик Шопард (Национальный фронт) из Франции; Ник Гриффин (Национальная партия) из Великобритании; Харалампос Ангуракис (Коммунистическая партия) из Греции; Хикмат Аль-Сабты и Пётр Лучак (Левая) из Германии; Татьяна Жданок и Мирослав Митрофанов (Русский союз) из Латвии; Йохан Бекман (Антифашистский комитет) из Финляндии. По данным корреспондента Slon.ru Максима Саморукова, единственной парламентской партией ЕС, поддержавшей крымский референдум, оказался венгерский «Йоббик».

## Сообщения о возможных нарушениях
Российский журналист Илья Азар, корреспондент российского телеканала Дождь, а также корреспондентка интернет-издания Znak.com Екатерина Винокурова сообщили, что в Симферополе на избирательном участке 08001 им запретили присутствовать во время подсчёта голосов. По их словам, члены избирательной комиссии заявили, что по временному положению о референдуме при подсчёте голосов присутствовать могут лишь они. По словам журналистов, спустя 15 минут наряд милиции вместе с представителями самообороны заставил представителей прессы покинуть данный избирательный участок.
Журналисты издания «Лига. Новости» указали на ряд нарушений, отмеченных при проведении референдума, — в частности, на избирательных участках выдавали бюллетени для голосования российским гражданам с крымской пропиской.
По информации общественной организации «Комитет избирателей Украины», во время референдума проводились фальсификации, а официальная явка вряд ли может согласовываться с действительностью. В качестве главного инструмента называлась упрощённая процедура внесения людей в дополнительные списки прямо на избирательном участке в день голосования, в результате чего бюллетени получали на руки граждане России, а также уже голосовавшие в других местах люди. По сообщениям журналистов Форбс, представителям крымскотатарского телеканала ATR удалось получить на руки бюллетени для голосования сразу на трёх участках.
Российский экономист Андрей Илларионов приводит в своём комментарии данные, которые, на его взгляд, свидетельствуют о фальсификации крымскими властями результатов референдума — в первую очередь, имеются в виду обвинения властей в завышении цифр явки. При этом он ссылается на заявления Мустафы Джемилева и статистические выкладки специалиста по электоральной географии Александра Киреева. Киреев в своём блоге обращал внимание на неправдоподобную, на его взгляд, динамику явки по районам и городам Крыма в течение дня и неправдоподобно «круглые» значения процентов явки избирателей, голосов за российский статус Крыма и голосов за украинский статус Крыма, записанных в итоговый протокол голосования в Севастополе, которые являются признаком того, что данные о волеизъявлении основаны не на подсчёте бюллетеней и голосов в них, а на стремлении получить нужные итоговые проценты.
Председатель избирательной кампании курултая крымскотатарского народа заявил, что члены избирательной комиссии иногда не проверяли паспорта избирателей для выдачи бюллетеней, а для увеличения явки на автобусах в Бахчисарай привозили избирателей.

## Результаты

### Официальные данные
По официальным данным обработки 100 % протоколов, на территории АР Крым 96,77 % проголосовавших (1 233 002 избирателя) выбрало первый пункт бюллетеня — «За воссоединение Крыма с Россией на правах субъекта Российской Федерации», в Севастополе — 95,6 % (262 041 избиратель), за статус Крыма как части Украины в этих регионах высказались 31 997 и 9250 избирателей, соответственно (2,51 и 3,37 % голосовавших). Всего в регионах было подано 1 274 096 и 274 101 голос, из которых действительных — 1 264 999 и 271 291 (99,29 и 98,97 % голосов), недействительных — 9097 и 2810 (0,71 % и 1,03 %). Явка на референдуме, согласно этим данным, составила 83,1% в АРК и 89,5% в Севастополе.

#### Официальные данные по явке
| Район             | Процент | Процент | Процент | Процент |
| Район             | 12:00   | 15:00   | 18:00   | 20:00   |
| ----------------- | ------- | ------- | ------- | ------- |
| Алушта            | 38,6    | 67,5    | 75,8    | 81,82   |
| Армянск           | 43,7    | 62,3    | 74,6    | 87,15   |
| Джанкой           | 45,5    | 67,8    | 84,5    | 89,83   |
| Евпатория         | 43,2    | 60,08   | 67,8    | 84,8    |
| Керчь             | 64,3    | 75,6    | 88,2    | 94,59   |
| Красноперекопск   | 46,6    | 67,7    | 80,4    | 87,51   |
| Саки              | 40,6    | 54,5    | 67,5    | 72,99   |
| Судак             | 47,1    | 64,1    | 72,4    | 80,29   |
| Феодосия          | 51,7    | 70,5    | 79,5    | 89,69   |
| Ялта              | 40      | 60,8    | 73,4    | 86,6    |
| Бахчисарайский    | 39,8    | 55,4    | 56,7    | 59,23   |
| Белогорский       | 40,8    | 53,5    | 59,5    | 63,8    |
| Джанкойский       | 41      | 57,6    | 67,7    | 76,5    |
| Кировский         | 36,6    | 51,1    | 53,8    | 57,64   |
| Красногвардейский | 38,4    | 56,2    | 66,8    | 72,22   |
| Красноперекопский | 24,4    | 58,8    | 74      | 81,5    |
| Ленинский         | 44,4    | 60,7    | 72,4    | 80,33   |
| Нижнегорский      | 43,9    | 59,8    | 69,8    | 77,14   |
| Первомайский      | 38,2    | 60,3    | 63,6    | 72,8    |
| Раздольненский    | 41,2    | 61,2    | 68,4    | 77,86   |
| Сакский           | 39,9    | 63,8    | 71,2    | 76,71   |
| Симферопольский   | 41,9    | 71      | 78,2    | 85,2    |
| Советский         | 37,8    | 53      | 59,9    | 63,99   |
| Черноморский      | 43,5    | 59,4    |         | 93,7    |
| Железнодорожный   | 44,7    | 80,2    | 85      | 86,58   |
| Киевский          | 39,3    | 65,5    | 76,8    | 89,96   |
| Центральный       | 41,3    | 63,6    | 76,2    | 88,53   |
| Всего по АРК      | 44,27   | 64      | 73,4(?) | 81,37   |
| Севастополь       | 50      | 60      | 83,5    | 89,51   |
| Всего             |         |         | 73,4(?) | 82,71   |

| Территория    | За вхождение в РФ | За конституцию 1992 и укр. статус | Явка   |
| ------------- | ----------------- | --------------------------------- | ------ |
| Ал. г/с       | 31639             | 1238                              | 33270  |
| Арм. г/с      | 18126             | 694                               | 19013  |
| Дж. г/с       | 28389             | 473                               | 29065  |
| Ев. г/с       | 78246             | 1884                              | 80649  |
| Керчь         | 107506            | 1916                              | 110033 |
| Крп. г/с      | 19277             | 656                               | 20212  |
| Саки          | 16022             | 414                               | 16579  |
| Судак         | 19221             | 481                               | 19878  |
| Феод. г/с     | 71624             | 1416                              | 73553  |
| Ялта (г/с)    | 88823             | 3826                              | 93492  |
| Бахч. р-н     | 45702             | 717                               | 346776 |
| Бел. р-н      | 31548             | 398                               | 32148  |
| Дж. р-н       | 44816             | 996                               | 46182  |
| Кир. р-н      | 24263             | 413                               | 24820  |
| Кргв. р-н     | 53826             | 1080                              | 55292  |
| Крп. р-н      | 18203             | 421                               | 18624  |
| Лен. р-н      | 37773             | 801                               | 38877  |
| Ниж. р-н      | 28576             | 558                               | 29366  |
| Пер. р-н      | 19626             | 591                               | 20404  |
| Разд. р-н     | 19754             | 882                               | 20887  |
| Сак. р-н      | 48090             | 1203                              | 49716  |
| Симф. р-н     | 96519             | 1647                              | 98892  |
| Сов. р-н      | 17979             | 345                               | 18456  |
| Чер. р-н      | 20560             | 3077                              | 23851  |
| Жел. р-н С.   | 61462             | 3063                              | 64629  |
| Киев. р-н С.  | 115703            | 1259                              | 117626 |
| Центр. р-н С. | 69729             | 1548                              | 71806  |

| Вариант ответа                       | АРК       | АРК               | АРК       | АРК    | Севастополь | Севастополь       | Севастополь | Севастополь | Крым      | Крым              | Крым      | Крым   |
| Вариант ответа                       | Голосов   | % действ. голосов | % голосов | % изб. | Голосов     | % действ. голосов | % голосов   | % изб.      | Голосов   | % действ. голосов | % голосов | % изб. |
| ------------------------------------ | --------- | ----------------- | --------- | ------ | ----------- | ----------------- | ----------- | ----------- | --------- | ----------------- | --------- | ------ |
| Вхождение в РФ                       | 1 233 002 | 97,47%            | 96,77%    | 80,42% | 262 041     | 96,59%            | 95,6%       | 85,56%      | 1 495 043 | 97,32%            | 96,57%    | 81,28% |
| Конституция 1992 и украинский статус | 31 997    | 2,53%             | 2,51%     | 2,09%  | 9250        | 3,41%             | 3,37%       | 3,02%       | 41 247    | 2,68%             | 2,66%     | 2,24%  |
| Действ. голосов                      | 1 264 999 | 100%              | 99,29%    | 82,51% | 271 291     | 100%              | 98,97%      | 88,58%      | 1 536 290 | 100%              | 99,23%    | 83,52% |
| Недейств. голосов                    | 9097      | —                 | 0,71%     | 0,59%  | 2810        | —                 | 1,03%       | 0,92%       | 11 907    | —                 | 0,77%     | 0,65%  |
| Всего голосов                        | 1 274 096 | —                 | 100%      | 83,1%  | 274 101     | —                 | 100%        | 89,5%       | 1 548 197 | —                 | 100%      | 84,17% |
| Не голосовали                        | 259 039   | —                 | —         | 16,9%  | 32 157      | —                 | —           | 10,5%       | 291 196   | —                 | —         | 15,83% |
| Всего зарег. изб.                    | 1 533 135 | —                 | —         | 100%   | 306 258     | —                 | —           | 100%        | 1 839 393 | —                 | —         | 100%   |

### Независимые оценки
Рядом источников были выдвинуты сомнения в официальном результате референдума (подавляющей поддержке вхождения в РФ). Так, уже вскоре после проведения референдума появились сообщения о будто бы «123%-й явке» избирателей в Севастополе, на которые, в частности, 17 марта 2014 года ссылался представитель американской администрации, обосновывая введённые в тот день санкционные ограничения в отношении крымских властей. «Информация» основывалась на сообщении ТАСС о брифинге главы крымского избиркома Малышева (где тот якобы назвал цифры 1 млн 724 тысячи 563 проголосовавших на 20:00 местного времени, включая Севастополь), однако в действительности на проходившем тогда брифинге была озвучена цифра в 1 млн 524 тысячи 563 проголосовавших в городе Севастополе и АРК.
По заявлениям Мустафы Джемилева, явка на референдуме была немногим выше 30 %, а среди крымских татар, бойкотировавших референдум, явка составила около 0,5 %; по утверждению сославшегося на него и на ряд опросов российского экономиста Андрея Илларионова, за аннексия Крыма Россией проголосовало около 97 % избирателей АРК из этой явки, или около 31 % общего числа избирателей автономии.
22 апреля 2014 года на сайте Совета по правам человека при президенте РФ был опубликован отчёт «Проблемы жителей Крыма», подготовленный членами Совета Е. А. Бобровым, руководителем сети «Миграция и право» ПЦ «Мемориал» С. А. Ганнушкиной и адвокатом Сети О. П. Цейтлиной по результатам посещения Симферополя и Севастополя в период с 15 по 18 апреля 2014 г., встреч с должностными лицами органов государственной власти, представителями духовенства, журналистами, общественными деятелями, адвокатами, правозащитниками и гражданами. Как указано в документе, «по мнению практически всех опрошенных специалистов и граждан» в Крыму за присоединение к России проголосовало от 50 до 60 % избирателей при явке в 30-50 %, а в Севастополе — «подавляющее большинство жителей» (при явке 50-80 %), причём жители Крыма голосовали не столько за присоединение к России, сколько за прекращение, по их словам, «коррупционного беспредела и воровского засилья донецких ставленников», тогда как жители Севастополя − именно за присоединение к России. Здесь опасения перед незаконными вооружёнными формированиями были выше, чем в других районах Крыма. Отчёт широко цитировался как «официальный» документ Совета по крымскому референдуму, в связи с чем Совет 7 мая объявил, что отчёт таковым не является и подчеркнул, что «говоря о крымском референдуме, авторы обзора передают исключительно оценочные суждения своих собеседников, никак не оценивая их объективность и точность».
Аннексию Россией Крыма часто сравнивают с аншлюсом Австрии Германией в 1938 году. Как и видение Гитлера о Великой Германии, российская риторика о воссоединении России оправдывает захват якобы защитой якобы преследуемых меньшинств - немецкого в Чехословакии и русского в Крыму. Историк Андрей Зубов подчеркнул, что референдум был организован с целью придания юридической легитимности насильственной аннексии. Сходится и международная реакция, когда соседние страны посчитали, что агрессия Гитлера ограничится территориями с немецким населением. В обоих случаях была надежда, что агрессор не пойдет дальше. В обоих случаях это оказалось неверным.
В 2022 году в ходе своей полномасштабной войны с Украиной Россия в оккупированных ею регионах юга и востока Украины наскоро организовала фальшивые референдумы и затем объявила об аннексии четырех областей Украины (в том числе и незанятых РФ части областей) в состав РФ. Политолог Eleanor Knott считает, что одним из последствий этих незаконных «референдумов» и последующей аннексии был подрыв легитимности и обесценивание крымского референдума 2014 года и российской аннексии Крыма.

### Опросы в Крыму
Опросы общественного мнения, проведенные перед вторжением России, в середине февраля 2014 года, показали, что идею объединения России и Украины в единое государство поддерживали около 41% жителей Крыма. Этот результат в целом совпадал с предыдущими исследованиями относительно возможного присоединения полуострова к России. Однако последующие опросы, проведенные после захвата Крыма Россией, показали более 80% поддержки жителями Крыма аннексии, превышая предыдущие результаты более чем в два раза. Важно учитывать, что после 2014 года прокремлевские СМИ стали единственным источником информации для местных жителей, что повлияло на их восприятие происходящих событий. Многие анализы опросов не учитывают влияние предшествующих политических событий и склонности к сохранению текущего положения. Следует отметить также политическую стигматизацию негативного отношения к аннексии и возможные риски для выражения противоположных взглядов. Более того, в Крыму действует строгое законодательство, направленное на подавление политической оппозиции, что также может оказать влияние на свободу выражения мнений. Таким образом, результаты опросов, проведенных после аннексии, не обязательно полностью отражают реальные настроения жителей полуострова ввиду сложившейся политической обстановки, а также ограничений, существующих в свободе выражения мнений.
Так, по мнению российского социолога Алексея Токарева и прочих[кого?], с результатами референдума 2014 года в целом согласуются проводившиеся во время и после аннексии Крыма к РФ опросы, согласно которым большинство населения полуострова поддерживает присоединение к РФ. Так, согласно опросу американского социологического центра Pew Research Center в апреле 2014, большинство жителей Крыма считает, что референдум был свободным и честным (91 %), и что правительство Украины должно признать его результаты (88 %). Аналогичные результаты дал опрос, проведённый в Крыму Институтом Гэллапа 21—27 апреля 2014 г (82,8 % населения Крыма считает, что результаты референдума адекватно отражают взгляды большинства крымчан, 73,9 % опрошенных ожидает, что аннексия Крыма Россией улучшит их жизнь и жизнь их семей). Согласно телефонному опросу GfK Ukraine, 93 % населения Крыма поддерживает присоединение к России (82 % — полностью поддерживают, 11 % — скорее поддерживают), 4 % не поддерживают (2 % — полностью и 2 % — скорее не поддерживают), 3 % опрошенных не определили своего отношения; согласно проводившимся в 2014—2021 годах опросам ВЦИОМ, в поддержку аннексии Крыма к РФ высказывалось свыше 90 % опрашиваемых жителей Республики Крым.

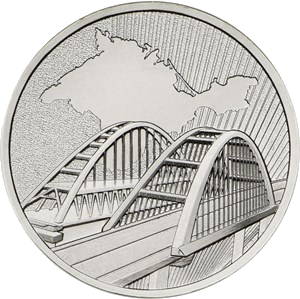
Монета из недрагоценного металла номиналом 5 рублей, посвященная пятой годовщине референдума о государственном статусе Крыма и Севастополя и воссоединения Крыма с Россией

Вместе с тем, данные крымских опросов вызвали критические комментарии со стороны других[кого?] исследователей, заявляющих о невозможности свободного волеизъявления в условиях «жёсткой наказуемости» отрицания российского суверенитета над Крымом. Критики аннексии Крыма также ссылаются на результаты исследований, проведённых до него, которые указывали на растущую поддержку украинского государства и идентификацию с ним среди крымчан всех этнических групп, однако отношение крымской общественности к вопросу об отделении оставалось в движении, и в условиях продолжения и радикализации протестов сторонников Евромайдана (отношение к которому большинства крымчан было весьма негативным) сепаратистские настроения также возросли. Невероятно высокие результаты референдума противоречили оценкам наблюдателя Совета по правам человека при Президенте РФ, который оценил явку в 30 — 50 %, а поддержку включения в РФ в 50 — 60 % в Крыму и до 80 % в Севастополе. Позже, СПЧ подверг сомнению наблюдения.

## Нумизматика
12 марта 2019 года Банк России выпустил в обращение памятную монету из недрагоценного металла номиналом 5 рублей, посвящённую пятой годовщине референдума и аннексии Крыма Россией.

### Комментарии
1. ↑  На Сергея Аксёнова и Владимира Константинова было заведено уголовное дело по статье «Действия, направленные на насильственное изменение или свержение конституционного строя или на захват государственной власти», и как стало известно 5 марта, киевский суд вынес постановление об их задержании[51]
2. ↑  «Вопрос, получивший большинство голосов, считается выражающим прямое волеизъявление населения Крыма»[87]
3. ↑  «Вопрос, вынесенный на референдум, считается одобренным (утверждённым), если в поддержку вопроса проголосовало более половины голосов участников референдума, принявших участие в голосовании»[82][83]
4. 1 2  Не ясно, относится ли цифра 73,4 % к Автономной Республике Крым или к Крыму в целом
5. ↑  В пределах территории проведения голосования — АРК и Севастополя
6. ↑  Соцопросы времён президентства Януковича, а также телевизионный опрос Шустер Live[124]. При этом в числе опросов учитываются и опросы Киевского международного института социологии (КМИС) 2013 и начала февраля 2014 годов об объединении Украины и России (на которых в 2013 году таковое поддержали 35,9 % опрошенных в АРК, а в феврале 2014 года — 41 %)[143], однако распространённая отсылка к ним в контексте крымских событий не вполне корректна из-за иной постановки вопроса — в опросе КМИС речь шла об объединении всей Украины с Россией, тогда как вопрос о присоединении именно Крыма к России мог получить более высокую поддержку[144]